# S-533 Forel
Il sottomarino russo S-533 Forel è stato l'unico battello costruito della classe Beluga (nome in codice NATO del progetto 1710 Makerel). Si tratta di un sommergibile sperimentale a propulsione convenzionale, utilizzato come piattaforma per lo sviluppo di nuove tecnologie e lo studio dell'idrodinamica subacquea.

## Storia
Per studiare nuove forme di scafo, ispirate a quelle adottate dal sommergibile sperimentale statunitense Albacore, che aveva uno scafo singolo a forma di goccia, la Marina sovietica richiese lo sviluppo di un nuovo tipo di sommergibile designato Project 1710 "Makerel", che nei paesi occidentali divenne noto come "Beluga". Tale modello fu progettato e sviluppato presso il Malakhit Marine Engineering Bureau (in lingua russa: морское бюро машиностроения «Малахит»), e il primo esemplare fu varato presso il cantiere navale di Leningrado nel 1986. Lo scafo esterno leggero era progettato per non avere sezioni cilindriche, come anche quello resistente. Per migliorare l'efficienza complessiva del sistema di propulsione, e abbattere nel contempo i livelli di rumorosità del vari tipi di elica sperimentati durante le prove fu installato un sistema per la diffusione in acqua di polimeri al fine di mantenere uno strato limite di natura laminare attorno allo scafo, abbattendo in tale modo la resistenza d'attrito in fase di immersione. Tale sistema era installato nell'intercapedine tra i due scafi.

## Tecnica
L'S-533 ha uno scafo simile, per forma e struttura, ai classe Sierra. Tuttavia, le dimensioni ed il dislocamento sono sensibilmente inferiori, paragonabili ai classe Alfa. Il sistema propulsivo era del tipo convenzionale con catena propulsiva composta da gruppo diesel-generatore, motore elettrico di propulsione e batterie come quello presente sui più moderno battelli a propulsione diesel-elettrica allora in servizio nelle flotte della NATO. Il dislocamento in immersione dello SS-533 era pari a 2.500 tonnellate, ed era internamente suddiviso in cinque compartimenti. La falsatorre aveva forme molto allungate ed avviate, e il battello raggiungeva una velocità massima in immersione di 25 nodi. Grazie al timone verticale di grandi proporzioni, suddiviso in due superfici, lo SS-533 disponeva di una grande manovrabilità alle alte velocità. Il sommergibile non imbarcava alcun armamento.

## Utilizzo
Lo SS-533 Forel è entrato in servizio nel dicembre 1987, e la sua carriera operativa si è svolta prevalentemente nella Flotta del Nord, pur operando per qualche tempo presso quella del Mar Nero anche dopo la dissoluzione dell'Unione Sovietica. Tutti i dati sul suo utilizzo e sulle prove effettuate risultano (al 2020) ancora coperti dal segreto militare, e l'unità fu definitivamente radiata dal servizio nel corso del 1998.

### Annotazioni
1. ↑  O 185 miglia nautiche a 4 nodi.
2. ↑  Quale risultato di una configurazione discendente da un solido in rivoluzione.

### Fonti
1. 1 2 3 4 5  Cosentino 2020, p. 13.
2. ↑  Polmar, Noot  1991, p. 179.
3. 1 2  Polmar, Noot  1991, p. 293.
4. 1 2 3 4 5 6  Cosentino 2020, p. 14.